# Букісцихе
Букісцихе (груз. ბუკისციხე) — село в Грузії.
За даними перепису населення 2014 року в селі проживає 341 особа.